# Hallesches Tor
Hallesches Tor, Das Hallesche Tor – dawna brama miejska w Berlinie, w dzielnicy Kreuzberg, w okręgu administracyjnym Friedrichshain-Kreuzberg. Była to jedyna brama, przez która mogli przechodzić Żydzi.
W pobliżu znajduje się Muzeum Żydowskie (Judisches Museum Berlin).